# Рождественские каникулы (фильм, 1944)
«Рождественские каникулы» (англ. Christmas Holiday) — драма, фильм-нуар режиссёра Роберта Сиодмака, по мотивам одноименного романа Уильяма Сомерсета Моэма. Номинация на премию Оскар.

## Сюжет
Лейтенант Чарльз Мейсон спешит из учебного центра домой в Сан-Франциско на помолвку со своей возлюбленной. Незадолго перед вылетом Чарльз получает телеграмму, в которой его невеста сообщает, что вышла замуж за другого. В смешанных чувствах Чарльз всё равно пытается попасть в Сан-Франциско, но непогода задерживает его в Новом Орлеане. Случайно он попадает в ночной клуб (бордель), в котором выступает певица Джекки Ламонт. Она рассказывает Чарльзу трагическую историю своей жизни. Под влиянием её рассказа лейтенант изменяет своё решение и собирается вернуться обратно в лагерь, но волею обстоятельств становится участником неожиданного поворота событий в судьбе девушки.

## В ролях
- Дина Дурбин — Джекки Ламонт
- Джин Келли — Роберт Монетт
- Ричард Уорф — Саймон Фенимор
- Дин Хэренс — Чарльз Мэйсон
- Глэдис Джордж — Валери ДеМерод
- Гейл Сондергард — миссис Монетт
- Дэвид Брюс — Джералд Тайлер
- Хейни Конклин — присяжный (в титрах не указан)
- Джозеф Крехан — Стив (в титрах не указан)
- Сай Кендалл — Тедди Джордан (в титрах не указан)

## Награды и номинации
- Номинация на «Оскар» в 1945 году. Лучшая музыка для драмы или комедии.